# Službene farmakopeje iz 19 i 20. veka korišćene na prostoru Srbije
Službene farmakopeje iz 19 i 20. veka korišćene na prostoru Srbije predstavljale su najviši službeni akt, izdat od strane vlade ili sanitetskih državnih organa, prvo Kneževine i Kraljevine Srbije, potom Kraljevine Jugoslavije, SFR Jugoslavije i na kraju SR Jugoslavije (SCG) kojim su određeni propisi za izradu lekova, potvrdu identiteta, ispitivanje kvaliteta lekova i njihovo doziranje i čuvanje. Ovaj akt na najbolji način pokazuje ne samo farmakoterapijski nivo, već dostignuće celokupne medicine i farmacije u Srbiji (Jugoslaviji) u kojoj je oficinalna. 

## Pregled farmakopeja iz 19. i 20. veka
Na prostoru današnje Srbije korišćene su od 1863. godine do 2000. godine sledeće farmakopeje:
| Naziv                               | Godina | Država izdavanja       | Opis |
| ----------------------------------- | ------ | ---------------------- | --- |
| Srbska Vojena Farmakopeja           | 1863.  | Kneževina Srbija       | Kneževina Srbija, od njenog osnivanja nije imala sopstvenu farmakopeju sve do 1863. godine, kada je napisana prva vojna farmakopeja, na osnovu austrijske vojne farmakopeje iz 1859. godine, koja je odabrana jer se smatralo da je najpodesnija za korišćenje vojnom sanitetu tadašnje srpske države. Do tada se farmacija u Kneževini Srbiji zasnivala uglavnom na narodnim lekovima i farmakopejama koje su kupovane u inostranstvu, na nemačkom, mađarskom i latinskom jeziku. Srbska voena farmacija ne samo da je bila jedino delo ove vrste na prostoru Srbije, već i na celokupnom prostoru gde su živeli jugoslovenski narodi. Farmakopeja je urađena u tvrdom povezu sa utisnutim tekstom napisanim ćiriličnim pismom „Srbska Vojena Farmakopeja“. Na početku se nalazi spisak lekova pisan rukom ćirilicom „Dodatak lekova farmakopei vojenoj“, dok su lekovi pisani latinicom na latinskom jeziku. Ovaj dodatak sadrži 132 leka uz naknadno dopisani još jedan. Ovo su lekovi koji su se već nalazili u Austrijskoj vojnoj farmakopeji, pa ih je Komisija za izradu Srpske vojne farmakopeje uvrstila u ovo izdanje: Acidum phosphoricum Aconitinum, Aqua Menthae piperitate, Bismutum subnitricum, Collodium, Dextrinum itd. Do danas su sačuvana samo dva primerka — jedan u Muzeju istorije farmacije Farmaceutskog fakulteta u Beogradu, a drugi u jednoj privatnoj zbirci. |
| Kratki sastav farmakopeja za Srbiju | 1866.  | Kneževina Srbija       | |
| Vojna farmakopeja                   | 1878.  | Kneževina Srbija       | |
| Pharmacopoeia Serbica, editio prima | 1881.  | Kneževina Srbija       | |
| Vojna farmakopeja, editio secunda   | 1888.  | Kraljevina Srbija      | |
| Vojna farmakopeja, preštampana      | 1919.  | Kraljevina Srbija      | |
| Srpska farmakopeja, II izdanje      | 1926.  | Kraljevina Jugoslavija | |
| Privremena vojna farmakopeja        | 1927.  | Kraljevina Jugoslavija | |
| Pharmacopoeia Jugoslavica I         | 1933.  | Kraljevina Jugoslavija | |
| Pharmacopoeia Jugoslavica II        | 1951.  | FNR Jugoslavija        | |
| Pharmacopoeia Jugoslavica III       | 1972.  | SFR Jugoslavija        | |
| Pharmacopoeia Jugoslavica IV        | 1984   | SFR Jugoslavija        | |
| Pharmacopoeia Jugoslavica - SCG V   | 2000.  | SR Jugoslavija         | Jugoslovenska farmakopeja — SCG iz 2000. godine, izdata je od strane Saveznog zavoda za zaštitu i unapređenje zdravlja, i prilagođeni je prevod Evropske farmakopeje iz 1997. godine. |

## Literatura
- Pavlović, D., Vuleta, G., & Kovačević, N. [2010]. Uporedni pregled zahteva Evropske farmakopeje 6.0 i Jugoslovenske farmakopeje 2000 za kvalitet biljnih droga i preparata biljnih droga. Arhiv za farmaciju, 60(6), 1274-1294